# Municipalità 1 di Napoli
La Municipalità 1 è uno dei 10 municipi in cui è suddiviso il comune di Napoli, istituiti il 10 febbraio 2005.
La sede è a Palazzo Ciccarelli di Cesavolpe, in Piazza Santa Maria degli Angeli a Pizzofalcone 1, nel quartiere San Ferdinando.

## Dati territoriali
Il territorio della municipalità è formato da 3 quartieri:
| Quartiere      | Superficie | Abitanti |
| -------------- | ---------- | -------- |
| Chiaia         | 2,71 km²   | 38 356   |
| Posillipo      | 5,17 km²   | 22 856   |
| San Ferdinando | 0,92 km²   | 18 404   |
| Totale         | 8,80 km²   | 79 616   |

### Zone appartenenti
- Borgo Marinari
- Borgo Santa Lucia
- Coroglio
- Marechiaro
- Mergellina
- Pizzofalcone

## Amministrazione
| Periodo | Periodo   | Primo Cittadino                         | Partito                | Carica     | Note |
| ------- | --------- | --------------------------------------- | ---------------------- | ---------- | ---- |
| 2011    | 2016      | Fabio Chiosi                            |                        | Presidente |      |
| 2016    | 2021      | Francesco de Giovanni di Santa Severina | Forza Italia           | Presidente |      |
| 2021    | In carica | Giovanna Mazzone                        | Lista Manfredi Sindaco | Presidente |      |